# Lyprocorrhe
Lyprocorrhe är ett släkte av skalbaggar som beskrevs av Thomson 1859. Lyprocorrhe ingår i familjen kortvingar.
Släktet innehåller bara arten Lyprocorrhe anceps.